# Дерзау
Дерзау (нем. Dersau) — община в Германии, в земле Шлезвиг-Гольштейн. 
Входит в состав района Плён. Подчиняется управлению Гроссер Плёнер Зее.  Население составляет 898 человек (на 31 декабря 2010 года). Занимает площадь 7,51 км².